# Trastevere

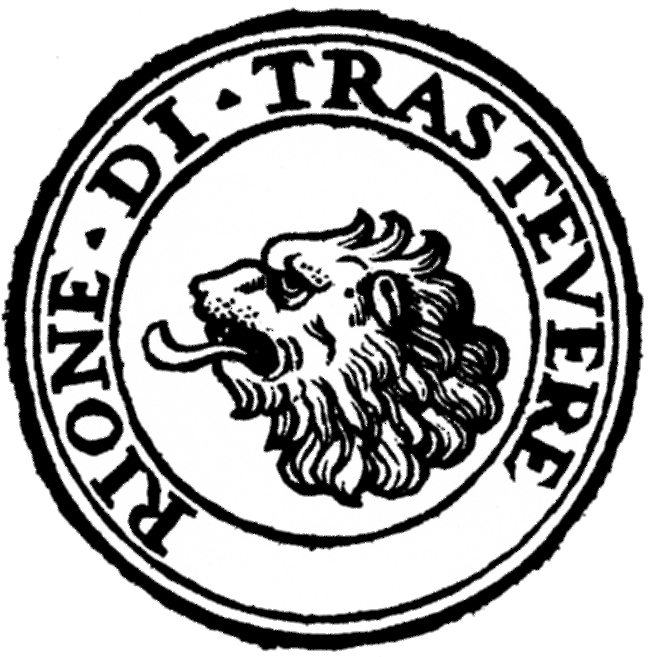
Logo van de rione (wijk)

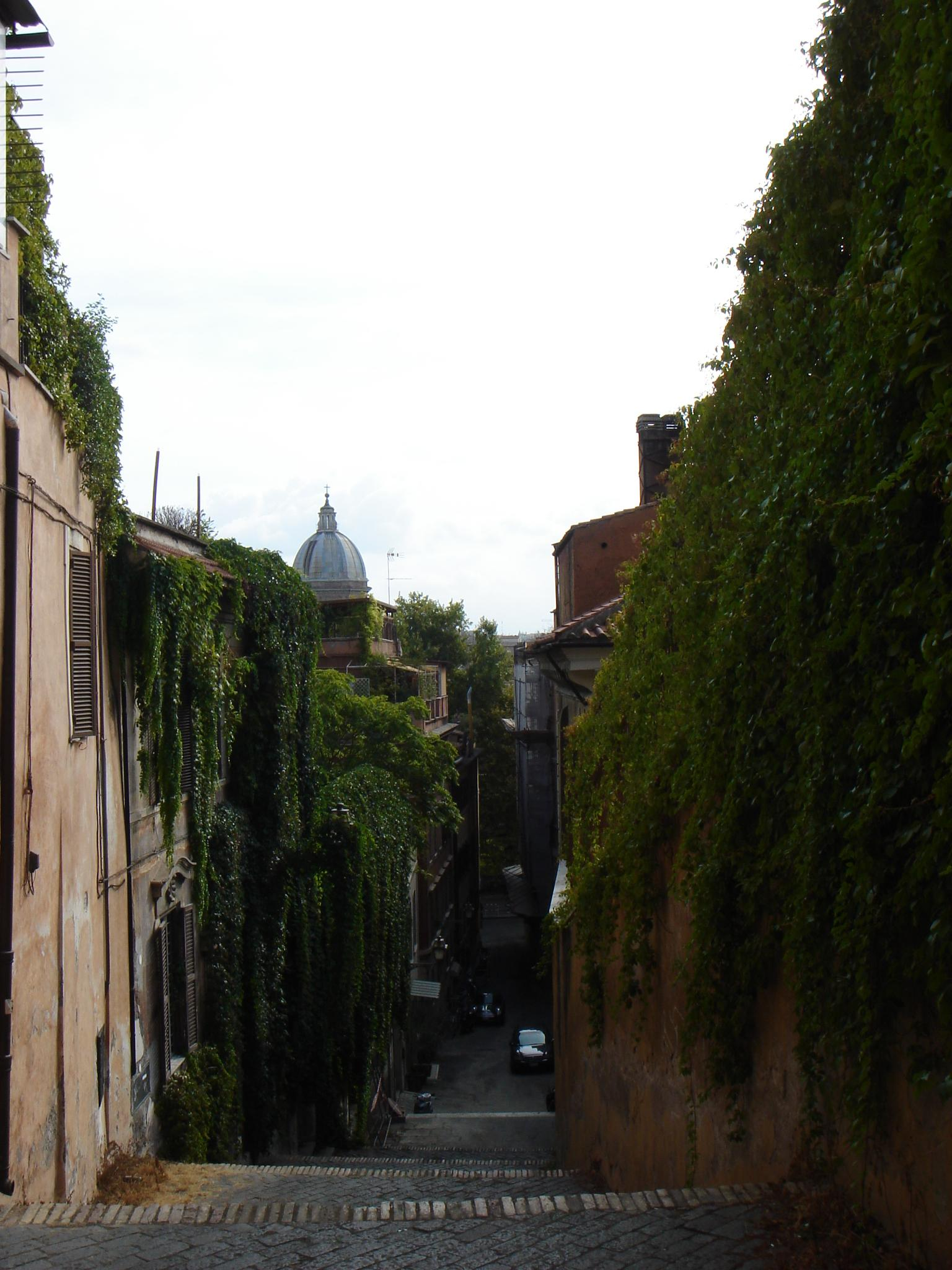
Een typisch nauw steegje in Trastevere

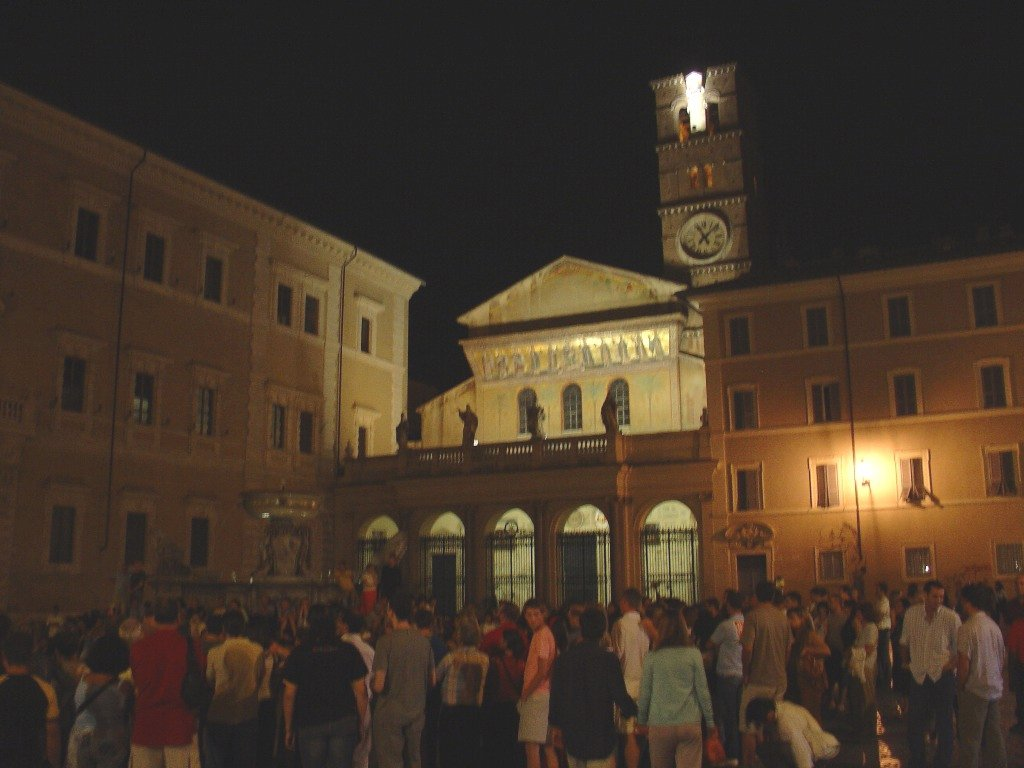
Piazza Santa Maria in Trastevere bij nacht

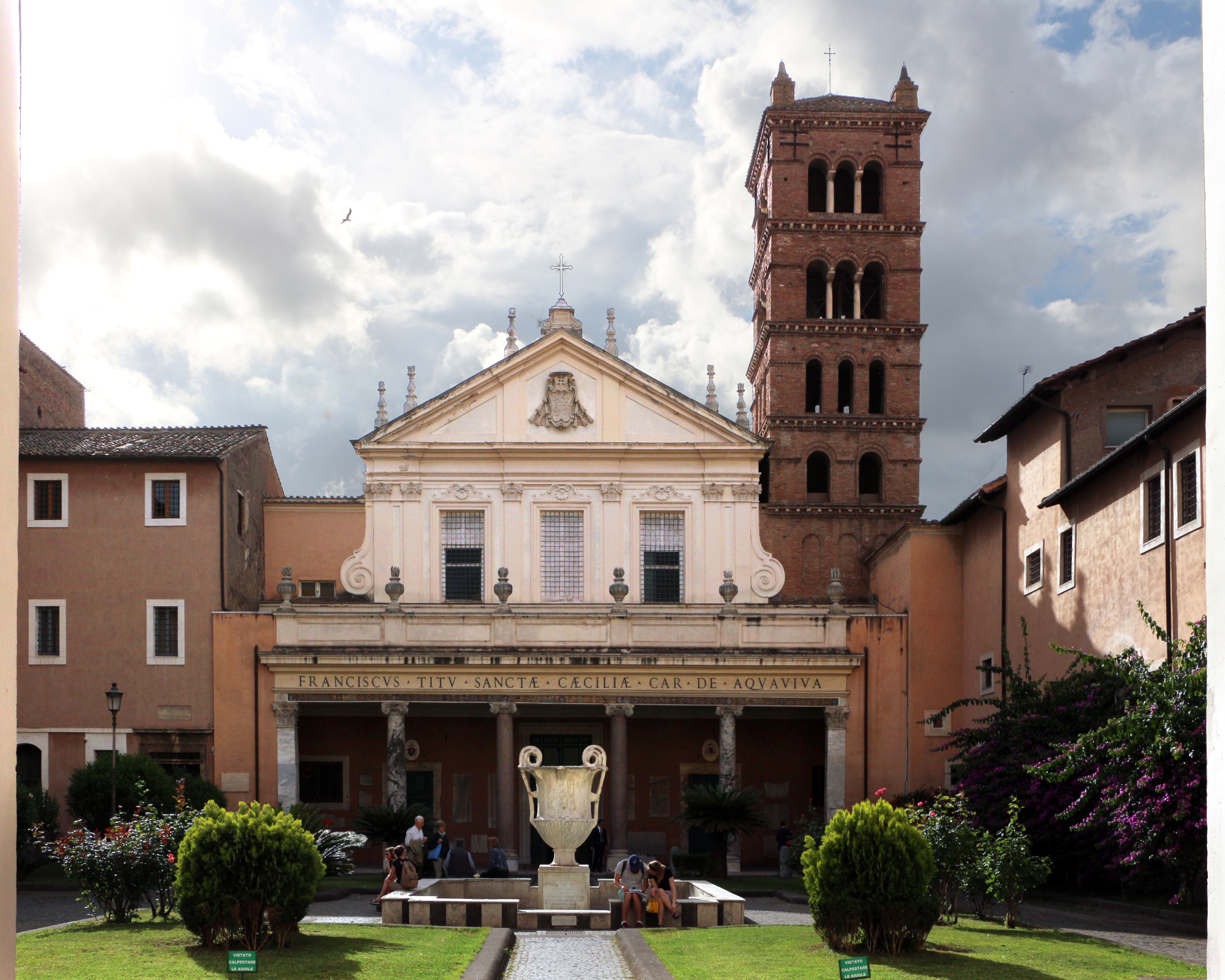
Santa Cecilia in Trastevere

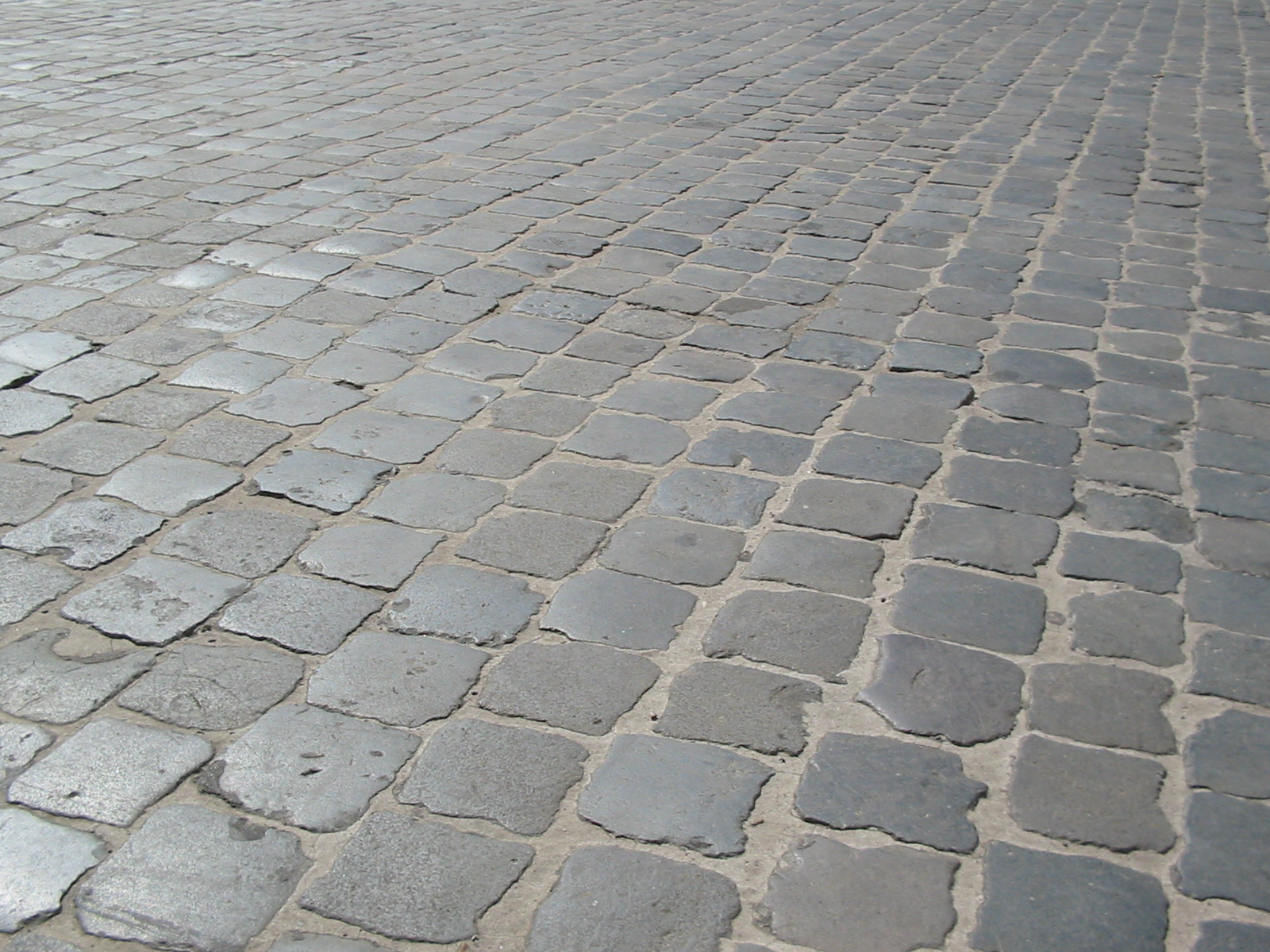
Sampietrini

Trastevere is een rione (wijk) XIII van Rome, op de westoever van de Tiber, ten zuiden van Vaticaanstad. De naam komt van het Latijnse trans Tiberim, "aan de andere zijde van de Tiber". Het logo van Trastevere is een gouden kop van een leeuw op een rode achtergrond, waarvan de betekenis niet duidelijk is. Trastevere grenst aan de noordkant aan rione XIV, Borgo.

## Geschiedenis
In de koningstijd van Rome (753-509 v.Chr.), behoorde het gebied rond de Tiber toe aan de Rome vijandige Etrusken: de Romeinen noemden het Ripa Etrusca (Etruskische oever). Rome veroverde het gebied om de rivier van beide kanten onder controle te hebben, maar dit was slechts een strategisch doel; Rome was er niet in geïnteresseerd om iets aan die zijde van de rivier te bouwen. De enige verbinding tussen Trastevere en de rest van de stad was een kleine houten brug, genaamd de pons sublicius (Latijn voor "brug gebouwd op palen").
Ten tijde van de Romeinse Republiek, in 509 v.Chr., was het aantal zeelieden en vissers die leefden van de rivier toegenomen, en veel van hen waren gaan wonen in Trastevere. Ook woonden er veel mensen afkomstig uit het Oosten, met name Joden en Syriërs.
Trastevere werd als deel van Rome beschouwd sinds de tijd van Keizer Augustus, die de stad in 14 wijken (Latijn: regiones) verdeelde. Het moderne Trastevere was wijk XIV en werd Trans Tiberim genoemd. Het werd daadwerkelijk bij de stad betrokken toen Keizer Aurelianus (270–275) een nieuwe muur rond de stad bouwde, waarbinnen ook Trastevere werd gebracht. Onder de welvaart onder het keizerrijk, besloten verschillende hooggeplaatste Romeinen hun villa's in Trastevere te bouwen, onder wie Clodia (de "vriendin" van Catullus) en Julius Caesar. De regio kent twee van de oudste kerken van Rome, de Titulus Callixti, later genoemd de Basiliek van Santa Maria in Trastevere, en de Titulus Cecilae (Basiliek van Santa Cecilia in Trastevere).
In de middeleeuwen had Trastevere nauwe, slingerende, onregelmatige straten. Vanwege de mignani (de úítstekende delen van de voorgevels van de huizen) was er geen ruimte voor wagens om door de straten te rijden. Aan het eind van de vijftiende eeuw werden deze mignani verwijderd, maar desondanks bleef Trastevere een doolhof van nauwe straatjes. Er bestond een groot contrast tussen de rijke en grote huizen van de bovenklasse en de kleine beschadigde huizen van de armen. De straten hadden geen plaveisel tot het eind van de vijftiende eeuw, toen Paus Sixtus IV opdracht had gegeven voor het bestraten van de wijk. Eerst werden bakstenen gebruikt, maar later sampietrini, waarover koetsen makkelijker konden rijden. Dankzij zijn betrekkelijke isolatie (gelegen aan de "andere kant" van de Tiber) en door zijn multiculturele samenstelling sinds het Oude Rome, ontwikkelden de inwoners van Trastevere, de trasteverini, een eigen cultuur. In 1744 herzag Paus Benedictus XIV de grenzen van de rioni, waarmee de wijk de huidige grens kreeg.

## Huidig Trastevere
Tegenwoordig behoudt Trastevere zijn bijzondere karakter door zijn smalle straten, bestraat met sampietrini, omgeven door originele middeleeuwse volkswoningen. Vanwege de vele cafés en restaurants worden de straten 's nachts bevolkt door zowel Italianen als buitenlanders. Veel van het oude karakter van Trastevere is echter gebleven. In Trastevere bevinden zich ook de John Cabot University, een Amerikaanse privéuniversiteit, de American Academy in Rome, en de Romeinse campus van het Thomas More College of Liberal Arts, evenals de Canadese University of Waterloo School of Architecture.

## Kerken
- Santa Maria dei Sette Dolori
- Santa Maria della Scala
- Santa Maria in Trastevere
- Santa Maria in Cappella
- San Francesco a Ripa
- San Crisogono
- Santa Cecilia in Trastevere
- San Pietro in Montorio
- San Calisto
- Sant'Egidio
- Sant'Agata in Trastevere

## Gebouwen
- Villa Farnesina
- Palazzo Corsini
- San Michele a Ripa Grande

## Andere monumenten
- Fontana dell'Acqua Paola